# 刘溥 (外交官)
刘溥，中华人民共和国政治人物、外交官。
1977年，接替姚广，担任中华人民共和国驻墨西哥大使。1981年，接替王人三，担任中华人民共和国驻利比里亚大使。1985年，由项钟圃接任。